# Philippus van Steelant
Philips of Philippus van Steelant, Steenlant of Steelandt (1611 - 1670) was een barokcomponist en als organist verbonden aan de Sint-Jacobskerk in Antwerpen.
Zijn Missa da requiem  van circa 1650 is een van de oudste werken in het Sint-Goedelefonds van Brussel.
Steelant leverde bijdragen aan verzamelbundels met Cantiones natalitiae, katholieke kerstliederen met Nederlandse of Latijnse tekst, onder meer in 1654.
Verder zijn van hem acht liederen opgenomen in de bundel Vermaeckelycke Duytsche Liedekens Met III. IV. V. Stemmen, Van verscheyden Vermaerde Meesters van desen tijdt, By Een Vergadert Door Joannes Baptista Halbos, Op-Ghedraghen Aen Myn Heere, Myn Heere Adrianus Van Alphen, Canonick inde Collegiale Kercke van S. Peeter tot Turnhout, waarvan de baspartij bewaard is in de Stadsbibliotheek van Oudenaarde. Dat ondanks de opdracht aan Van Alphen die van 7 september 1655 dateert, in 1663 in Antwerpen is uitgegeven bij de erfgenamen van Petrus Phalesius.